# 杜奇内
杜奇內（烏克蘭語：Дудчине）是位於烏克蘭南部的村莊，由赫爾松州卡霍夫卡區的塔夫里昌卡市鎮負責管轄。該村始建於1886年，面積64.3平方公里，海拔高度37米，2001年人口1,259，人口密度每平方公里14.9人。